# Bahnhof Renens
Der Bahnhof Renens (französisch gare de Renens) ist der Bahnhof der Gemeinde Renens im Schweizer Kanton Waadt.

## Lage
Der Bahnhof ist ein Trennungsbahnhof. Etwa ein Kilometer westlich des Bahnhofs trennt sich die nach Südwesten verlaufende Bahnstrecke Lausanne–Genf von der Bahnstrecke Lausanne–Biel/Bienne und der Simplonstrecke, die nach Norden führen. In südöstlicher Richtung führen alle Bahnstrecken Richtung Bahnhof Lausanne, der nach 5 km erreicht wird. Dazwischen befinden sich die Güterbahnhöfe von Renens sowie Sébeillon.

## Geschichte
Im Jahr 1855 eröffnete die Compagnie de l’Ouest Suisse (OS) den Streckenteil Yverdon-les-Bains–Bussigny–Renens–Morges der Jurasüdfusslinie. 1856 wurde der Verkehr in östlicher Richtung bis Lausanne aufgenommen. 1858 wurde der letzte Streckenteil der Bahnstrecke Lausanne–Genf eröffnet, wodurch im Westen nach Genf gefahren werden konnte. Ab 1861 konnte von Lausanne auf der Simplonstrecke Richtung Südosten Martigny erreicht werden. 1870 wurde die Weiterführung der Simplonstrecke in nördlicher Richtung bis Vallorbe eröffnet.
Im Jahr 1875 entschlossen sich die Chemins de fer de la Suisse Occidentale (SO), an der bisher unwichtigen Personenhaltestelle Renens einen Rangierbahnhof zu bauen. 1876 wurde er in Betrieb genommen und zwischen 1890 und 1908 erweitert, wodurch sich der Betrieb im Vergleich zu 1876 mehr als verfünffachte. Dadurch wurde die Entwicklung und Industrialisierung der Gemeinde stark beschleunigt.
1877 wurde ein Empfangsgebäude erbaut, das durch den heutigen, am 21. April 1908 eröffneten Bau ersetzt wurde. 1903 wurde die Nachfolgerin der SO, die Jura-Simplon-Bahn, verstaatlicht und in die Schweizerische Bundesbahnen eingegliedert. Ausserdem erhielt Renens Anschluss an die Strassenbahn Lausanne.
Am 12. Juni 1940, kurz nach dem Eintritt Italiens in den Zweiten Weltkrieg, warfen britische Flugzeuge, die eigentlich Italien bombardieren wollten und nicht die sich neutral verhaltene Schweiz, versehentlich Bomben über Renens und Genf ab. In Renens wurden zwei Personen getötet. Auch die Gleisanlagen wurden durch mehrere Bomben getroffen und beschädigt.
Am 5. Juni 1962 wurde ein Mitarbeiter des Güterbahnhofs von einer Lokomotive erfasst und getötet.

Luftbild der Gleisanlagen, Juni 1964

Mit der Eröffnung des grossen Rangierbahnhofs Lausanne 1971 wenige Kilometer westlich verlor der Güterbahnhof Renens deutlich an Bedeutung. Vorher war er ein bedeutender Eisenbahnknoten im Güterverkehr der Westschweiz, der bis zu 1500 Wagen pro Tag abwickeln konnte.
Der Bahnhof ist seit 1991 Endpunkt der Linie M1 der Métro Lausanne, die Renens über die École polytechnique fédérale de Lausanne (ÉPFL) und die Universität Lausanne (UNIL) mit dem Bahnhof Flon im Stadtzentrum Lausannes verbindet.
2011 wurde dem Bahnhof für die konsequente Bevorzugung des Langsamverkehrs der Preis FLUX – goldener Verkehrsknoten verliehen.
Um das Jahr 2013 nutzten knapp 25.000 Personen täglich den Bahnhof.
Im Jahr 2015 wurde mit der Erweiterung der Anlagen im Rahmen des Projekts Léman 2030 begonnen, um u. a. einen weiteren Bahnsteig, eine Fussgängerquerung und ein Überwerfungsbauwerk zu errichten.

## Empfangsgebäude

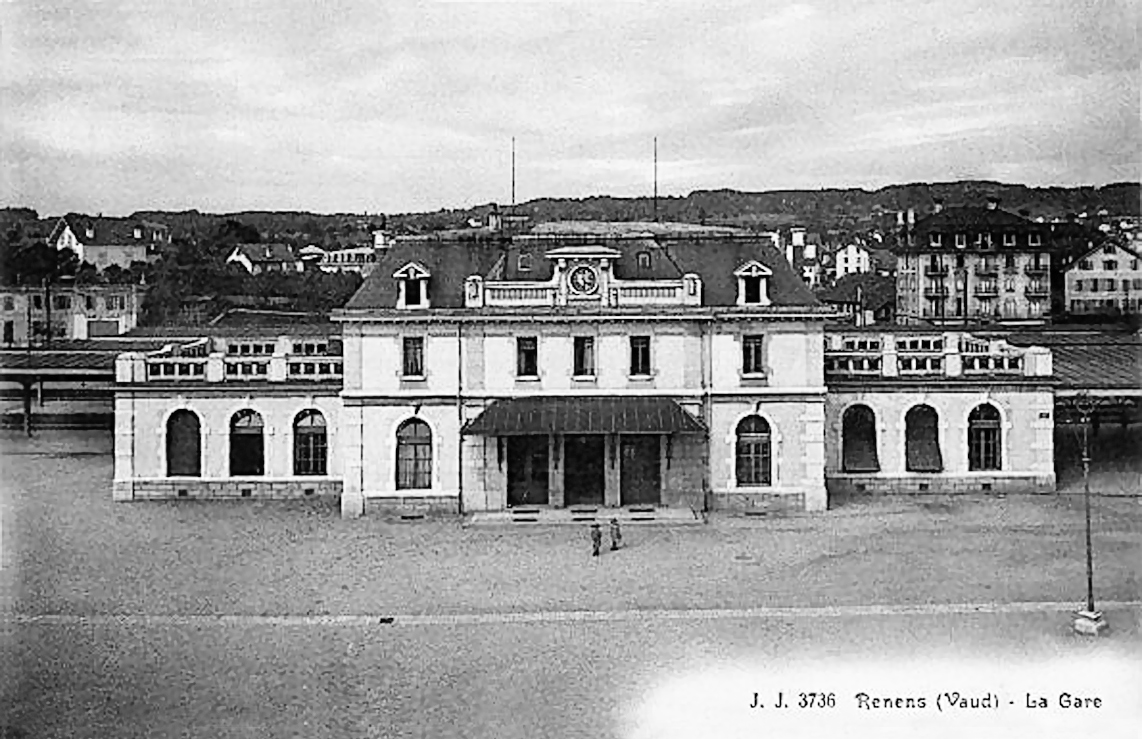
Postkarte des 1908 erbauten Empfangsgebäudes

Als Ersatz für das erste Gebäude von 1877 erbauten die Lausanner Architekten MM. Taillens & Dubois ein Empfangsgebäude mit einer Gesamtfläche von 583 m² und einer Fassadenlänge von 46 m. Es wurde am 21. April 1908 eröffnet. Im Keller war Platz für Lagerräume, Zentralheizung und Toiletten, die Seitenflügel waren nicht unterkellert. Im Erdgeschoss wurden eine grosse Halle von 8,20 m auf 6,10 m, Fahrkartenschalter, Gepäckraum, Wartesaal und der Zugang zu den Gleisen erbaut. Im östlichen Flügel befanden sich der Wartesaal für die 3. Klasse und ein Raum für die Abfertigung. Im westlichen Flügel wurde das Büro des Bahnhofsvorstandes, Sekretariat und Telegraphenzimmer eingerichtet. Im Obergeschoss befanden sich zwei Wohnungen mit je drei Zimmern und Dachterrassen auf den Seitenflügeln, die an höhere Angestellte vermietet wurden. Im Dachboden waren fünf Zimmer für Angestellte des Bahnhofs, das Archiv sowie ein Zimmer für die Bahnhofsuhr untergebracht, die den Vorplatz dominiert. Das Empfangsgebäude ist ein Objekt der Kategorie B in der Liste der Kulturgüter in Renens.

## Verkehr
Am Bahnhof verkehren nebst einzelner InterRegio der Schweizerischen Bundesbahnen, der RegioExpress des Léman Express und S-Bahnen des RER Vaud. Seit 1991 endet die Métro Lausanne in Renens. Am Bahnhof bestehen Anschlüsse zum Trolleybus Lausanne sowie zu mehreren Buslinien der Transports publics de la région lausannoise.

### Fernverkehr
- 1 Genève-Aéroport – Bern – Zürich HB – St. Gallen   BZ FS RZ
- 5 Lausanne – Biel/Bienne – Zürich HB ( – St. Gallen/Rorschach)  TT FZ BZ FS RZ , im Sommer zusätzlich , Lausanne–Zürich HB stündlich, mit Verlängerung zur Hauptverkehrszeit nach St. Gallen, Genève–Rorschach stündlich
- 33 Annemasse/Genève-Aéroport - Genève - Lausanne - Martigny
- 90 Genève-Aéroport – Lausanne – Brig

### Regionalverkehr
- R 1 Grandson – Yverdon-les-Bains – Cossonay – Renens – Lausanne – Cully
- R 2 Grandson – Yverdon-les-Bains – Cossonay – Renens – Lausanne – Cully
- R 3 Vallorbe – Cossonay – Renens – Lausanne – Vevey – Montreux – Villeneuve – Aigle – Bex (– St-Maurice)
- R 4 (Vallorbe)/Le Brassus – Le Day (Flügelung)– Cossonay – Renens – Lausanne – Vevey – Montreux – Villeneuve – Aigle – Bex (– St-Maurice)
- R 8 Allaman – Morges – Renens – Lausanne – Puidoux – Palézieux – Payerne
- R 9 Allaman – Morges – Renens – Lausanne – Puidoux – Palézieux – Payerne – Avenches – Murten/Morat
- SN Cossonay – Renens – Lausanne  (Nachtlinie)
- SN Vallorbe – Cossonay – Renens – Lausanne – Vevey – Montreux – Villeneuve – Aigle – Bex – St-Maurice  (Nachtlinie)
- SN Allaman – Morges – Renens – Lausanne – Puidoux – Palézieux – Romont – Fribourg/Freiburg  (Nachtlinie)

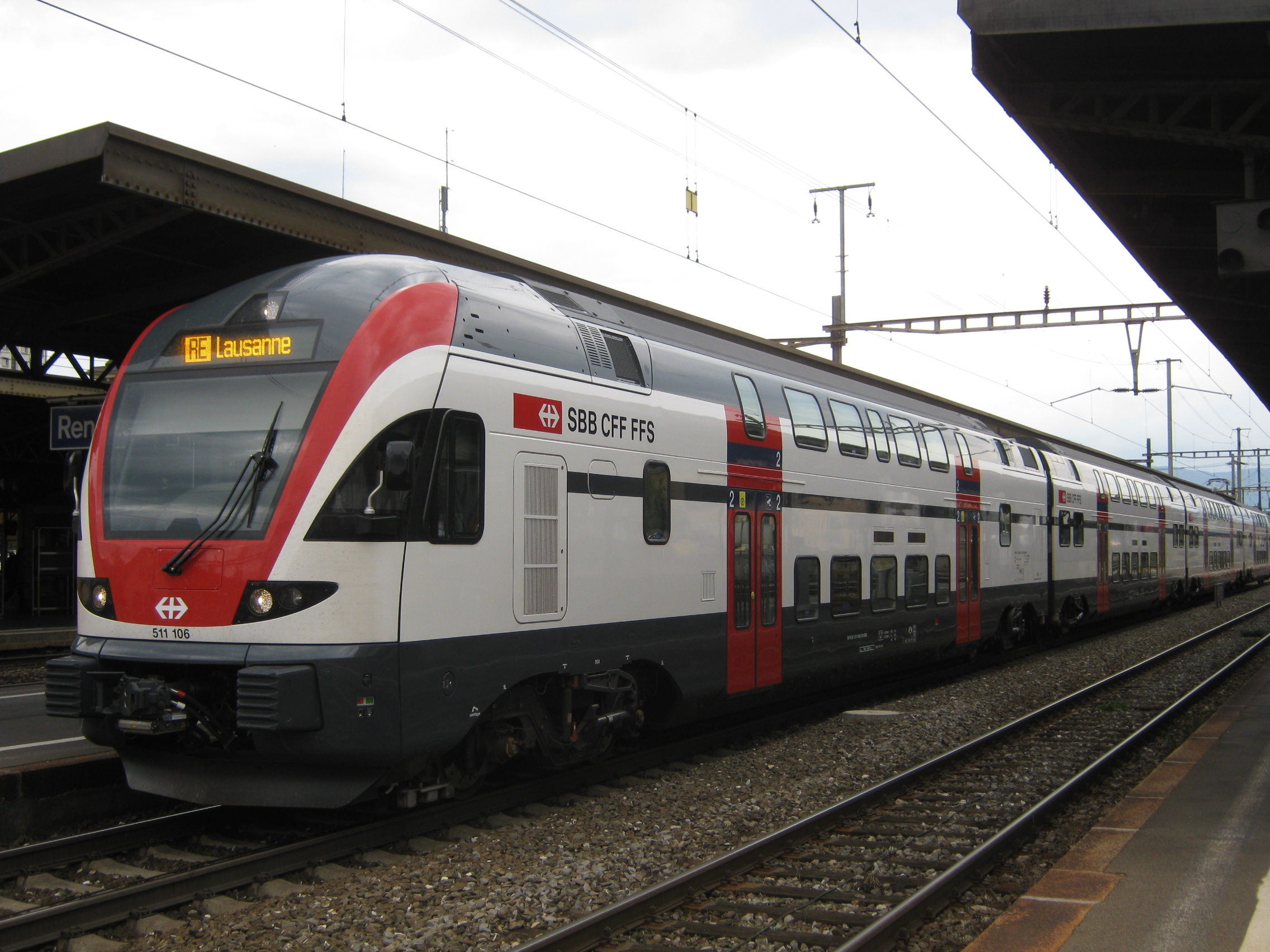
Zug der RER Vaud in Renens (2012)
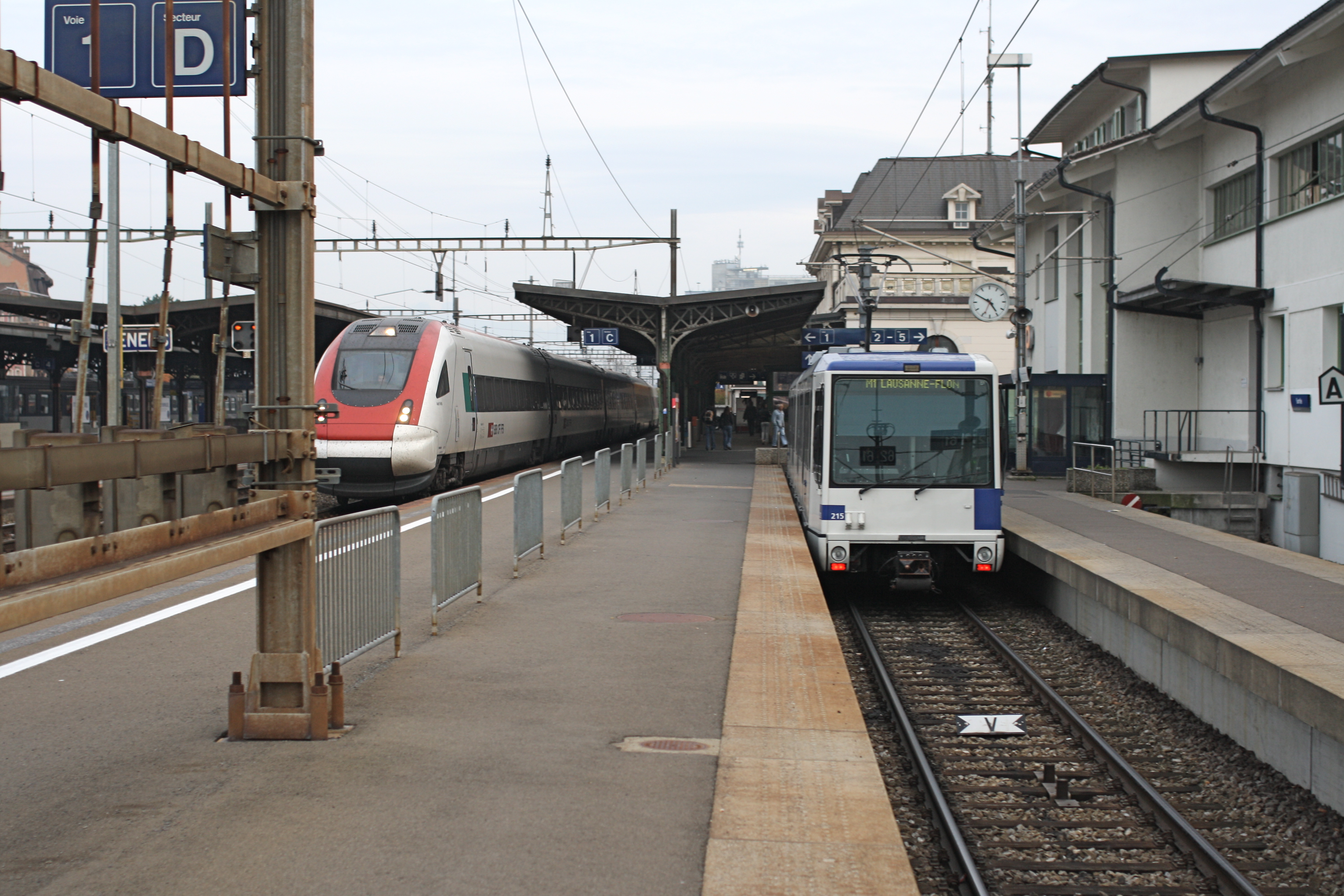
Triebwagen der Linie M1 (2009)
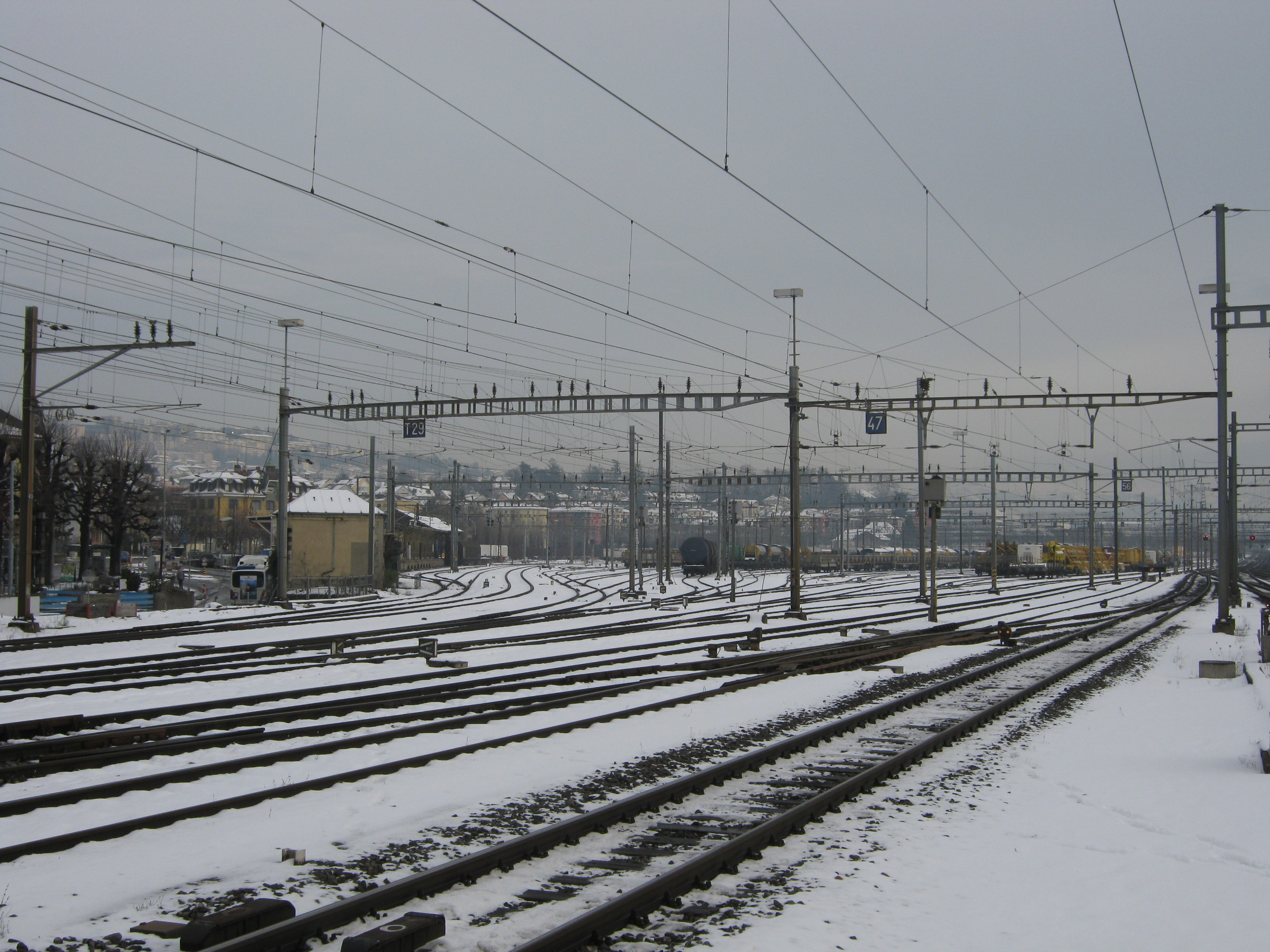
Winterlicher Güterbahnhof (2012)
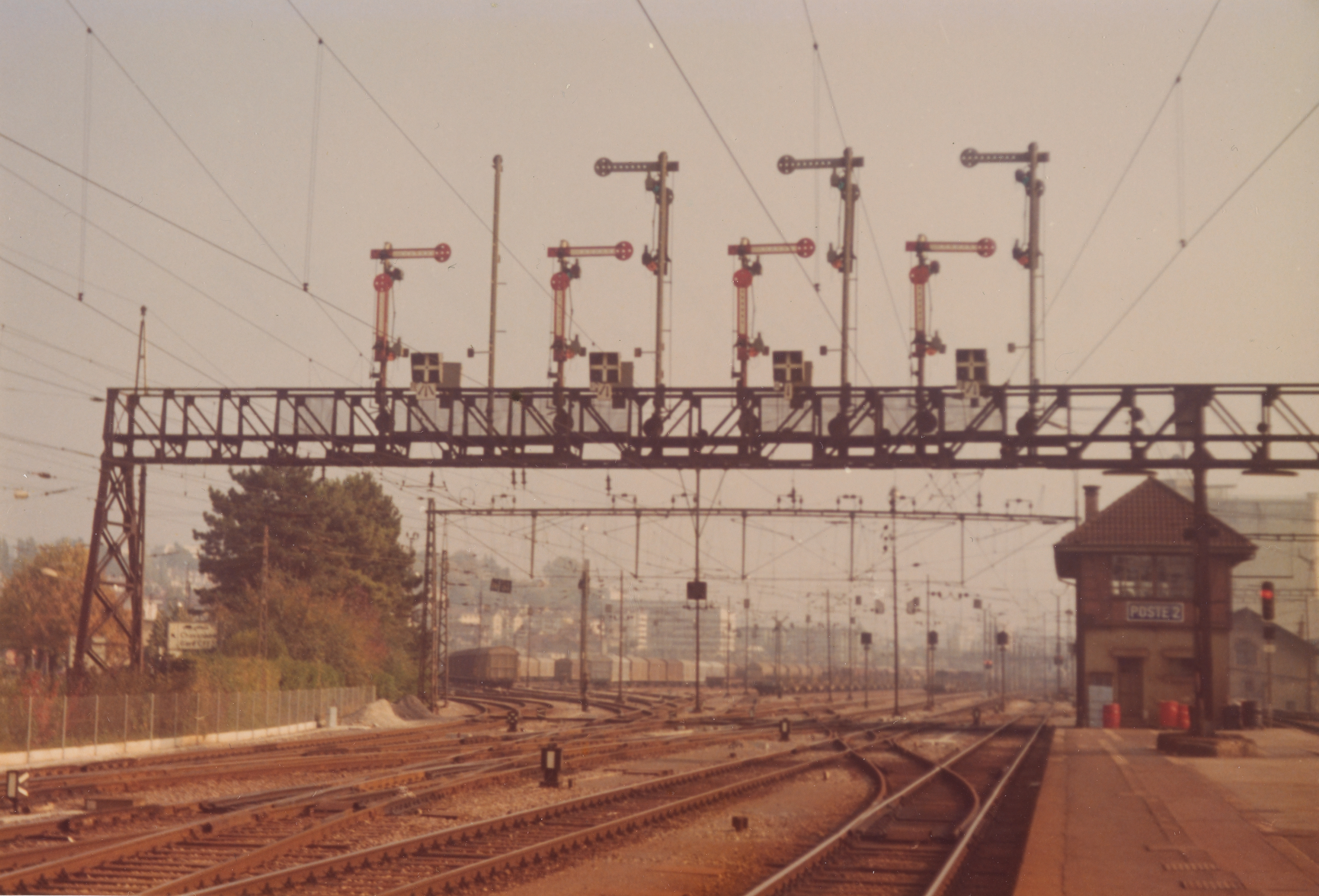
Stellwerkgebäude II mit Signalbrücke (1975)